# Omulețul lui Gopo
Omulețul lui Gopo, sau, mai simplu, Omulețul, creația lui Ion Popescu-Gopo, este un humanoid nud cu linii simple, care aduce în discuție problemele lumii contemporane. Primul succes al acestui personaj a fost reprezentat de premiul Palme d'or la Cannes, primit în 1957 pentru „Scurtă istorie”.

## Nașterea legendei
Filmul „Scurtă istorie” (1957) începe cu prezentarea Universului, în care la început soarele avea niște bucle prinse în bigudiuri, care erau planetele. La un moment dat, soarele a strănutat. În acel moment, toate planetele care erau prinse de soare ca niște bigudiuri au fost aruncate în cosmos. Pământul era planeta albastră și umedă, cu multe meridiane, care-i servea drept nas.
Pe Pământ, au apărut animalele. Ca urmare a trepidațiilor produse de către un dinozaur, o maimuță aflată într-un copac a căzut dintr-un copac, rupându-și coada. Când s-a ridicat de la pământ, s-a văzut că avea forma unui omuleț. Pe măsură ce mergea a dat de o scară, iar odată cu urcarea treptelor se transforma în egiptean, grec, roman, cavaler medieval, om cu joben, ajungând până la înfățișarea pe care o are astăzi omul.
Acest umanoid cu cap lunguieț, cu o expresie serioasă și naivă, cu mâini și picioare subțiri și cu burtica rotunjită, care a cucerit atât spectatorii, cât și lumea creatorilor de animație, a  anticipat cucerirea spațiului extraterestru și primii pași ai omului pe Lună, lansându-se în Cosmos cu o rachetă cu cinci ani înainte de Iuri Gagarin și devenind primul „om” care a călătorit în spațiu. S-a mișcat în lumea subacvatică, de asemenea a evocat gândul îndrăzneț că ar putea exista viață pe alte planete. Toate acestea le-a făcut ținând, când aproape de piept, când după ureche, o floare.
Inițial prima peliculă trebuia să poarte numele de „Bob de soare”. Personajul principal era un om-amfibie, care mergea și pe uscat, și pe apă, și în aer.

## Filmografie

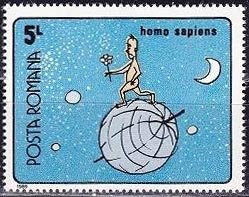

- Scurtă istorie (1956)
- 7 arte (1958)
- Homo sapiens (1960)
- Alo! Halo! (1962)
- Ecce homo! (1977)
- Trei mere (1979)
- Salva
- Quo vadis homo sapiens? (1982)
- Homo faber (1986)

## Premii obținute
- Palme d'Or, la Cannes, în 1957, pentru „Scurtă istorie”
- Marele Premiu pentru cel mai bun film de animație, la Festivalul de Film de la Tours, în 1958, pentru „Șapte arte”
- Golden Gate Award, la Festivalul International de Film de la San Francisco, în 1960, pentru „Homo Sapiens”

Cu privire la decernarea premiului Palme d'Or, la Cannes, în anul 1957, pentru „Scurtă istorie”, compozitorul muzicii din film, Dumitru Capoianu a mărturisit că inițial a fost selectată de către juriul românesc filmul „Delta Dunării” de Ion Bostan. Dar odată ajunși în Franța, un membru al echipei și-a dat seama că e posibil ca filmul ales să nu intre în concurs, pentru că era prea lung. În aceeași seară, s-a întors în România și a luat un exemplar din „Scurtă istorie” (film vizionat de către comisie în prealabil) din studioul cinematografic și a plecat iar la Cannes. 